# Свинецстронций
Свинецстронций — бинарное неорганическое соединение
свинца и стронция
с формулой SrPb,
кристаллы.

## Получение
- Сплавление стехиометрических количеств чистых веществ:

{\displaystyle {\mathsf {Pb+Sr\ {\xrightarrow {795^{o}C}}\ SrPb}}}

## Физические свойства
Свинецстронций образует кристаллы
ромбической сингонии, пространственная группа C mcm, параметры ячейки a = 0,5018 нм, b = 1,223 нм, c = 0,4648 нм, Z = 4,
структура типа борида хрома CrB
.
Соединение образуется по перитектической реакции при температуре 795°C .